# البنك اللبناني الكندي
البنك اللبناني الكندي ( LCB )، بنك كان مقره في بيروت في لبنان، كان له شبكة مكونة من 35 فرعًا في أنحاء لبنان ومكتب تمثيلي في مونتريال، كيبيك، كندا.  تأسس البنك في عام 1960 تحت اسم بنك الأنشطة الاقتصادية ش.م.ل. وكان شركة تابعة لرويال بنك أف كندا في الشرق الأوسط من عام 1968 إلى عام 1988، عندما أصبح بنكاً لبنانياً مملوكاً للقطاع الخاص. قدم البنك اللبناني الكندي منتجات مصرفية للشركات ومنتجات التجزئة والاستثمارات، واحتفظت بحسابات مراسلة واسعة النطاق مع البنوك في جميع أنحاء العالم، بما في ذلك العديد من المؤسسات المالية الأمريكية. في عام 2009، بلغ إجمالي أصول البنك أكثر من 5 مليارات دولار أمريكي . 
في عام 2011، اتخذت إدارة مكافحة المخدرات الأمريكية ووزارة الخزانة الأمريكية وسلطات حكومية أمريكية أخرى إجراءات قانونية ضد البنك بدعوى أن البنك ساعد في غسل مئات الملايين من الدولارات شهريًا لشبكة تهريب المخدرات بين أمريكا الجنوبية والشرق الأوسط وأوروبا، عبر غرب أفريقيا، وهي شبكة ساعدت أيضًا في تمويل حزب الله وغيره من المنظمات الإرهابية وغسل الأموال لمجتمع المخدرات.   ونفى حزب الله هذه المزاعم.  منعت وزارة الخزانة الأمريكية البنك التجاري اللبناني من التعامل بالدولار، مما أدى إلى اندماج البنك مع الفرع اللبناني لبنك سوسيتيه جنرال.  وفي عام 2013، وافق البنك اللبناني الكندي على دفع 102 مليون دولار لتسوية الدعوى. 
في 3 مارس 2011، تم الإعلان عن اندماج البنك اللبناني الكندي مع البنك الفرنسي سوستيه جنرال .  تمت عملية البيع من خلال تحويل معظم أصول البنك إلى الفرع اللبناني لسوسيتيه جنرال،  مصرف لبنان سوستيه جنرال (SGBL).

## أنظر أيضاً
- قائمة البنوك في لبنان
- بنك لبنان سوسيتيه جنرال (SGBL)